# Geraardsbergen
Geraardsbergen (franceză Grammont) este un oraș neerlandofon situat în provincia Flandra de Est, regiunea Flandra din Belgia. Comuna Geraardsbergen este formată din localitățile Goeferdinge, Grimminge, Idegem, Moerbeke, Nederboelare, Nieuwenhove, Schendelbeke, Smeerebbe-Vloerzegem, Onkerzele, Ophasselt, Overboelare, Viane, Waarbeke, Zarlardinge și Zandbergen. Suprafața sa totală este de 79,71 km². La 1 ianuarie 2008 avea o populație totală de 31.667 locuitori. 